# Hatohobei

Cờ của Hatohobei

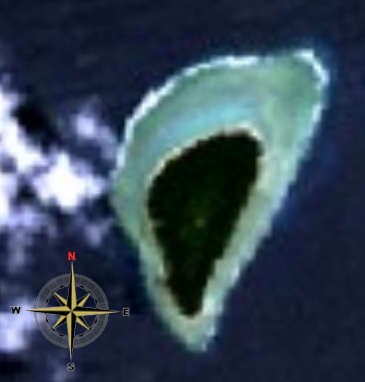
Satellite Image of Tobi Island

Tobi Island, hay Hatohobei (tiếng Tobi), là bang cực nam của quốc đảo Palau, gồm có Đảo Tobi và một hòn đảo hoang. Tổng diện tích của bang là 0.88 km². Dân số của bang là 80 năm 1962, 51 năm 1995, và 23 năm 2000, nhưng đã tăng lên 44 vào năm 2005,là bang có dân số ít nhất của Palau. Tiếng Tobi, Tiếng Anh và Tiếng Sonsorol là các ngôn ngữ chính thức của bang.